# Велереч
Велереч је насеље у Србији у општини Горњи Милановац у Моравичком округу. Према попису из 2022. било је 716 становника. Припада општини Горњи Милановац.

## Историја
Становништво се иселило пред најездом Турака. Нови досељеници населили су се у 18. веку. Они су се доселили из Старог Влаха и Црне Горе. Велереч се први пут помиње у турском попису 1559. године под именом Сладановци. Име је добило по врсти храста сладан, у народу познатог као слатка граница. Име Велереч настало је од назива велико-речје, што значи земљиште испресецано великим бројем речица.
У Велеречи постоји доста легенди о учешћу становника тог села у боју на Косову пољу 1389. године, о животу мештана под турском влашћу, као и о учешћу мештана у борби против Турака у Првом и Другом српском устанку.
Школа и црквена парохија Велеречи су у Горњем Милановцу – у цркви Свете Тројице. Сеоска слава је Бели четвртак.
У ратовима у периоду од 1912. до 1918. године село је дало 167 ратника. Погинуло их је 80 а 87 је преживело.

## Географија
Велереч се налази северно од Горњег Милановца, а са градом је у додиру пошто је део градског насеља формиран на велеречком атару. Село заузима површину од 1.434 хектара, са јужне стране се граничи са Горњим Милановцем и Грабовицом, на северу са Мајданом и Љутовницом, источно са Сврачковцима и Невадама и западно са селима Брусница и Клатичево. Налази се на надморској висини од око 330 м.
Кроз село пролази Ибарска магистрала која је настала након што је модернизован пут Горњи Милановац – Рудник. Такође пролази и део путног правца Горњи Милановац – Прањани – Пожега, као и пут ка Крагујевцу. Све до 1970. кроз село је пролазила железничка пруга узаног колосека Сарајево – Београд, која је укинута због нерентабилности, што се касније показало погрешним јер је већ крајем 20. века поново вођена акција за успостављање железничке везе са Чачком и Београдом, али је због тада неповољних политичких околности овај пројекат одложен. Своју железничку станицу, Срчаник, Велереч је добио 1922. године.
Овде се налазе Стари споменици на сеоским гробљима у Велеречи (општина Горњи Милановац) и Крајпуташ на Турском брду у Велеречи.

## Клима
Село се налази у зони умереноконтиненталне климе, средња годишња температура износи 10 °C, а велики утицај на климу има и близина планине Рудник. Најтоплији месец је јул са просеком од 19 °C, док је најхладнији јануар са просеком од око 1 °C, док минималне температуре силазе и испод 28 степени испод нуле. Средња годишња количина падавина је око 850 мм. Од ветрова доминирају северац, као и североисточни ветар који се у селу назива „устока“, као и јужни ветар развигорац у пролеће.

## Демографија
У пописима село је 1910. године имало 749 становника, 1921. године 697, а 2002. године тај број је спао на 644.
У насељу Велереч живи 483 пунолетна становника, а просечна старост становништва износи 39,4 година (38,7 код мушкараца и 40,2 код жена). У насељу има 188 домаћинстава, а просечан број чланова по домаћинству је 3,19.
Ово насеље је великим делом насељено Србима (према попису из 2002. године), а у последња три пописа, примећен је пораст у броју становника.
|  |

| Демографија | Демографија | Демографија |
| Година      | Становника  | Становника  |
| ----------- | ----------- | ----------- |
| 1948.       | 905         |             |
| 1953.       | 888         |             |
| 1961.       | 868         |             |
| 1971.       | 687         |             |
| 1981.       | 481         |             |
| 1991.       | 565         | 562         |
| 2002.       | 599         | 611         |
| 2011.       | 704         |             |

| Етнички састав према попису из 2002.‍ | Етнички састав према попису из 2002.‍ | Етнички састав према попису из 2002.‍ | Етнички састав према попису из 2002.‍ | Етнички састав према попису из 2002.‍ |
| ------------------------------------ | ------------------------------------ | ------------------------------------ | ------------------------------------ | ------------------------------------ |
|                                      |                                      |                                      |                                      |                                      |
| Срби                                 | Срби                                 |                                      | 589                                  | 98,33%                               |
| Црногорци                            | Црногорци                            |                                      | 3                                    | 0,50%                                |
| Мађари                               | Мађари                               |                                      | 1                                    | 0,16%                                |
| Македонци                            | Македонци                            |                                      | 1                                    | 0,16%                                |
| непознато                            | непознато                            |                                      | 4                                    | 0,66%                                |

| Година пописа     | 1948. | 1953. | 1961. | 1971. | 1981. | 1991. | 2002. |
| ----------------- | ----- | ----- | ----- | ----- | ----- | ----- | ----- |
| Број домаћинстава | 175   | 184   | 209   | 190   | 151   | 191   | 188   |

| Број чланова      | 1  | 2  | 3  | 4  | 5  | 6  | 7 | 8 | 9 | 10 и више | Просек |
| ----------------- | -- | -- | -- | -- | -- | -- | - | - | - | --------- | ------ |
| Број домаћинстава | 29 | 43 | 32 | 52 | 17 | 10 | 5 | 0 | 0 | 0         | 3,19   |

| Пол    | Укупно | Неожењен/Неудата | Ожењен/Удата | Удовац/Удовица | Разведен/Разведена | Непознато |
| ------ | ------ | ---------------- | ------------ | -------------- | ------------------ | --------- |
| Мушки  | 262    | 87               | 153          | 15             | 6                  | 1         |
| Женски | 251    | 54               | 153          | 34             | 9                  | 1         |
| УКУПНО | 513    | 141              | 306          | 49             | 15                 | 2         |

| Пол    | Укупно                    | Пољопривреда, лов и шумарство | Рибарство                            | Вађење руде и камена | Прерађивачка индустрија       |
| ------ | ------------------------- | ----------------------------- | ------------------------------------ | -------------------- | ----------------------------- |
| Мушки  | 133                       | 8                             | 0                                    | 5                    | 67                            |
| Женски | 100                       | 5                             | 0                                    | 0                    | 60                            |
| УКУПНО | 233                       | 13                            | 0                                    | 5                    | 127                           |
| Пол    | Производња и снабдевање   | Грађевинарство                | Трговина                             | Хотели и ресторани   | Саобраћај, складиштење и везе |
| Мушки  | 2                         | 8                             | 6                                    | 1                    | 16                            |
| Женски | 0                         | 0                             | 6                                    | 4                    | 2                             |
| УКУПНО | 2                         | 8                             | 12                                   | 5                    | 18                            |
| Пол    | Финансијско посредовање   | Некретнине                    | Државна управа и одбрана             | Образовање           | Здравствени и социјални рад   |
| Мушки  | 0                         | 4                             | 3                                    | 1                    | 2                             |
| Женски | 0                         | 1                             | 2                                    | 3                    | 13                            |
| УКУПНО | 0                         | 5                             | 5                                    | 4                    | 15                            |
| Пол    | Остале услужне активности | Приватна домаћинства          | Екстериторијалне организације и тела | Непознато            | Непознато                     |
| Мушки  | 1                         | 0                             | 0                                    | 9                    | 9                             |
| Женски | 3                         | 0                             | 0                                    | 1                    | 1                             |
| УКУПНО | 4                         | 0                             | 0                                    | 10                   | 10                            |